# Казка про доброго носорога
«Казка про доброго носорога» — анімаційний фільм 1970 року Творчого об'єднання художньої мультиплікації студії Київнаукфільм, режисер — Євген Сивокінь. Мультфільм знято за віршем Бориса Заходера про «тонкошкірого» носорога.

## Сюжет
Казка про доброго дивака-носорога, у якого шкіра була тонка і чутлива, як папір. А так він був зовсім звичайний, тільки не міг нікого образити, всім співчував і боявся на когось наступити.

## Творча група
- Автор сценарію: Борис Заходер
- Режисер-постановник: Євген Сивокінь
- Художники-постановники: Євген Сивокінь, Галина Бабенко
- Композитор: Олександр Канерштейн
- Текст читає: Яків Козлов
- Оператор: Анатолій Гаврилов
- Звукооператор: Леонід Мороз
- Редактор: Тадеуш Павленко
- Художники-мультиплікатори: Наталя Марченкова, Олександр Лавров, Вікторія Ємельянова, Олександр Вікен, Єфрем Пружанський, Адольф Педан
- Асистенти: О. Радковський, В. Рябкіна, Юна Срібницька
- Директор картини: Іван Мазепа